# 梅利塞 (约讷省)
梅利塞（法語：Mélisey，法語發音：[melizɛ]）是法国勃艮第-弗朗什-孔泰大区约讷省的一个市镇，属于阿瓦隆区。

## 地理
梅利塞（47°54'56"N, 4°4'42"E）面积22.17 平方千米，位于法国勃艮第-弗朗什-孔泰大區约讷省，该省份为法国中北部内陆省份，西接卢瓦雷省，西北接塞纳-马恩省，南至涅夫勒省，东临科多尔省，东北与奥布省接壤。
与梅利塞接壤的市镇（或旧市镇、城区）包括：沙瑟雷、库斯格雷、埃图尔维、莫洛姆、阿尔芒松河畔圣马丹、托雷、特里谢。

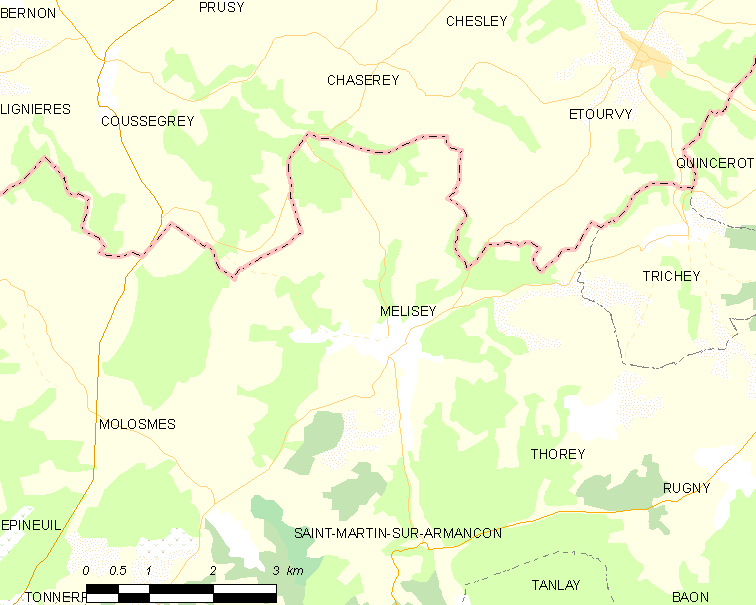
的OSM定位图

梅利塞的时区为UTC+01:00、UTC+02:00（夏令时）。

## 行政
梅利塞的邮政编码为89430，INSEE市镇编码为89247。

## 政治
梅利塞所属的省级选区为托内鲁瓦县。

## 人口

1962-2008年间人口变化图示

梅利塞于2022年1月1日时的人口数量为225人。